# ببر (فیلم ۲۰۱۱)
ببر (به تامیلی: Venghai) و (به انگلیسی: Tiger) فیلمی محصول سال ۲۰۱۱ و به کارگردانی هاری است. در این فیلم بازیگرانی همچون دنوش، تمنا باتیا، راجکیران، پراکاش راج و سایاجی شینده ایفای نقش کرده‌اند.